# Bandera del Guainía
La bandera del Guainía es el principal símbolo oficial del departamento colombiano del Guainía.

## Disposición y significado de los colores
La bandera está compuesta de tres franjas horizontales del mismo ancho y ocupadas cada una de ellas por los colores amarillo, azul y verde.
Los colores poseen los siguientes significados:
- El amarillo, que ocupa la parte superior, significa las riquezas minerales del departamento, representados por el oro, uranio, diamantes, amatistas y otras piedras preciosas.

- El azul, que está encajado en la mitad, simboliza la riqueza hídrica, dado que la palabra Guainía en lengua indígena significa  "Tierra de muchas aguas" por los numerosos y caudalosos ríos, caños y lagunas que bañan su territorio.

- El verde ocupa la última parte de la bandera y representa la diversidad botánica y faunística de las extensas selvas y sabanas que conforman el territorio departamental.

## Banderas históricas

Bandera de la Comisaría del Guainía y del Departamento antes del año 2000.